# Kocjan (wieś)
Kocjan – wieś w Słowenii, w gminie Radenci. W 2018 roku liczyła 49 mieszkańców.